# Thomas Raffl
Thomas Raffl (* 19. června 1986 Villach, Rakousko) je rakouský hokejový útočník hrající v týmu EC Red Bull Salzburg v rakouské EBEL.
Rakousko reprezentoval na ZOH 2014, MS 2011 a MS 2015. V divizi I reprezentoval Rakousko na mistrovství světa v letech 2008, 2010 a 2012.